# جاك فيرجيس
جاك فيرجيس (بالفرنسية: Jacques Vergès) (5 مارس 1925 - 15 أغسطس 2013) فيتنامي محام اكتسب شهرة من خمسينيات القرن العشرين عبر دفاعه عن مسلحي جبهة التحرير الوطني الجزائرية أثناء حرب التحرير الجزائرية، وتعرض للحبس بسبب نشاطه في الستينات، وسحبت منه رخصة ممارسة مهنة المحاماة مؤقتا. داعم للفدائيين الفلسطينيين في الستينات. اختفى بين الأعوام 1970 و1978 دون معرفة أين كان في تلك الأثناء. استمرت شهرته حتى الآن، أولا باعتباره دافع عن عدد من الشخصيات المعروفة المكافحة مثل الجزائرية جميلة بوحيرد (التي تزوجها لاحقا)ما بين 1957-1962، وجورج إبراهيم عبد الله وثم الدفاع عن رئيس الخمير الحمر السابق خيو سامفان في عام 2008. وشمل موكلوه على حد سواء يساريين ويمينين وإرهابيين ومجرمي حرب والنشطاء، إضافة إلى دفاعه عن المفكر روجيه غارودي لإنكاره للمحرقة، ومجرم الحرب النازي كلاوس باربي (1987)،  والإرهابي الدولي إليتش راميريز سانشيز الملقب بكارلوس (1994). في عام 2002، عرض تمثيل الرئيس الصربي سلوبودان ميلوسيفيتش، ولكن ميلوسيفيتش رفض أية مشورة قانونية من أي طرف. لقبته بعض وسائل الإعلام بـ «محامي الشيطان»،  وساهم هو نفسه في بناء هذه الصورة من خلال مذكراته «The Brilliant Bastard» وبإعطائه لردود استفزازية في المقابلات الصحفية. وقال عندما سئل إن كان سيدافع عن هتلر، فأجاب: «وأرغب أيضا في الدفاع عن بوش! بشرط أن يقر أولا بأنه مذنب.» 

## روابط خارجية
- جاك فيرجيس على موقع IMDb (الإنجليزية)
- جاك فيرجيس على موقع إن إن دي بي (الإنجليزية)
- جاك فيرجيس على موقع قاعدة بيانات الفيلم (الإنجليزية)

## الملاحظات
1. ↑  The sobriquet The Devil's advocate was used by the European press to describe not only Jacques Vergès but also جيوفاني دي ستيفانو.